# Octonoba tanakai
Espèce
Octonoba tanakai est une espèce d'araignées aranéomorphes de la famille des Uloboridae.

## Distribution
Cette espèce est endémique des îles Miyako dans l'archipel Nansei au Japon,. Elle se rencontre sur Miyako-jima.

## Description
Le mâle holotype mesure 3,31 mm et la femelle paratype 5,13 mm.

## Étymologie
Cette espèce est nommée en l'honneur de Hozumi Tanaka.

## Publication originale
- Yoshida, 1981 : Seven new species of the genus Octonoba (Araneae: Uloboridae) from the Ryukyus, Japan. Acta Arachnologica, vol. 30, no 1, p. 21-32 (texte intégral).